# SK디스커버리
SK디스커버리는 2017년에 설립된 SK그룹의 계열사로 비금융 지주회사이다.